# Richard Wilson (skådespelare)
Richard Wilson, född som Ian Colquhoun Wilson den 9 juli 1936 i Greenock i Skottland, är en brittisk skådespelare och regissör. Han fick sitt publika genombrott i den brittiska BBC-komedin One Foot in the Grave, vars första säsong 1990 följdes av ytterligare fem mellan åren 1990 och 2000. I svensk TV har han bland annat kunnat ses i Ett gott skratt och Merlin.

## Filmografi i urval
- 1979–1982 – Ett gott skratt... (TV-serie)
- 1984 – En färd till Indien
- 1986 – Hoppsan, vem tryckte på knappen?
- 1989 – En torr vit årstid
- 1990–2000 – One Foot in the Grave (TV-serie)
- 1990 – Pappa Stalins farväl (TV-film)
- 1992 – Mr. Bean (TV-serie)
- 1992 – Det förbjudna paradiset (TV-serie)
- 1992 – Soft Top Hard Shoulder
- 1996 – Gullivers resor (miniserie)
- 1997 – Mannen som visste för lite
- 1998 – Hett om öronen (TV-serie)
- 2006 – Love and Other Disasters
- 2007–2008 – Kingdom (TV-serie)
- 2008–2012 – Merlin (TV-serie)